# 岩石山 (北海道)
岩石山（がんせきやま）は、北海道河東郡上士幌町の標高1,088 mの山。
然別火山群を構成する火山の一つで、溶岩ドームに分類される。山体は大雪山国立公園に指定されている。同火山群の中でも最もガレ場が多い。 
2020年8月時点では国土地理院地図を含め、山名が書かれているインターネット上の地図サービスは無いが、公的組織が設置した現地の登山道にある標識では記載されている。
登山口は、南麓の士幌高原ヌプカの里の至近にあり、これが最短の登山道となる。また、然別湖南端から白雲山を経由するルートもある。白雲山とは隣同士の関係で、山頂同士は450ｍほどしか離れていない。岩石山の山頂からは十勝平野を望める。然別湖はほぼ見えない。

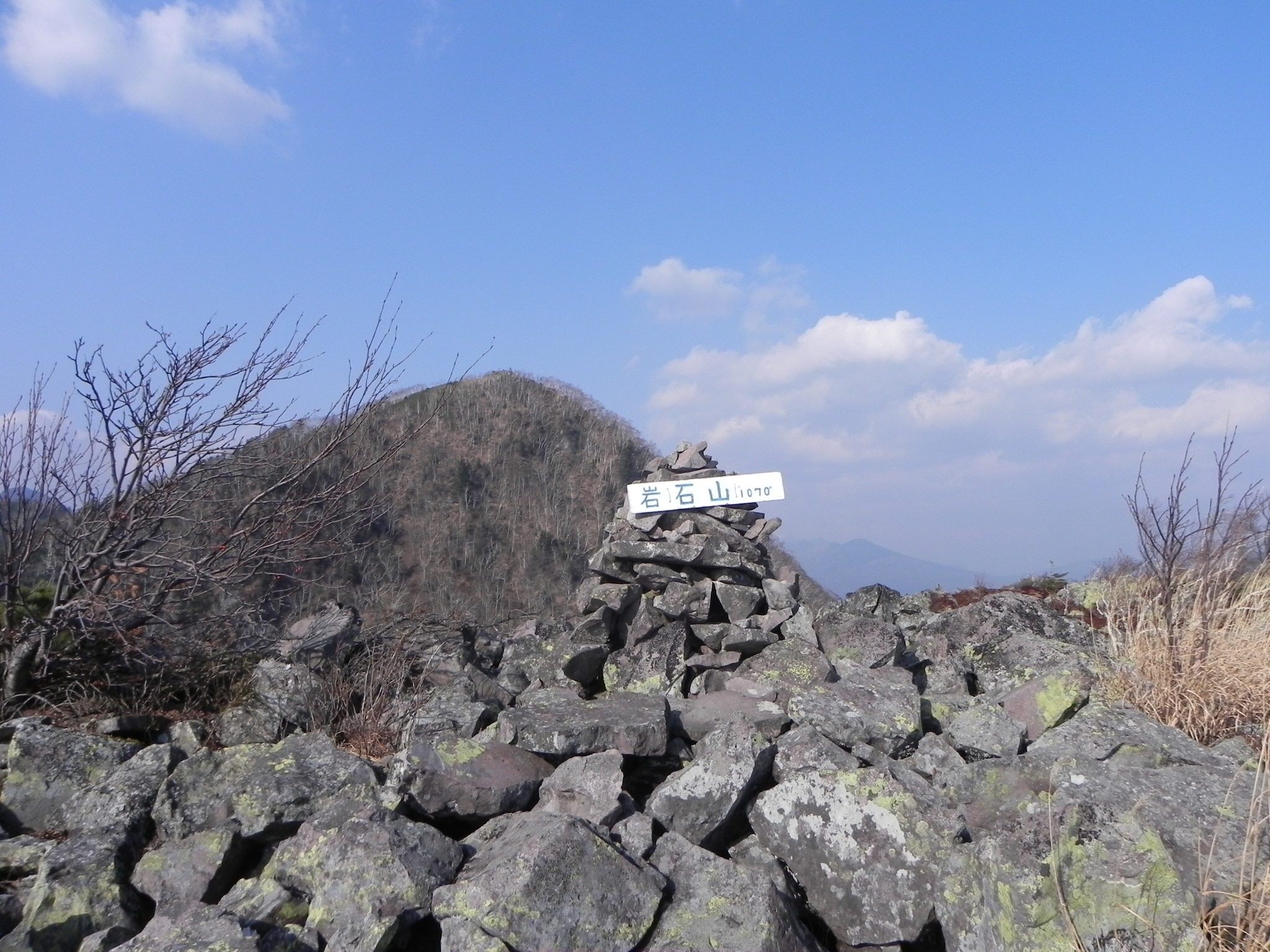
山頂、奥は白雲山
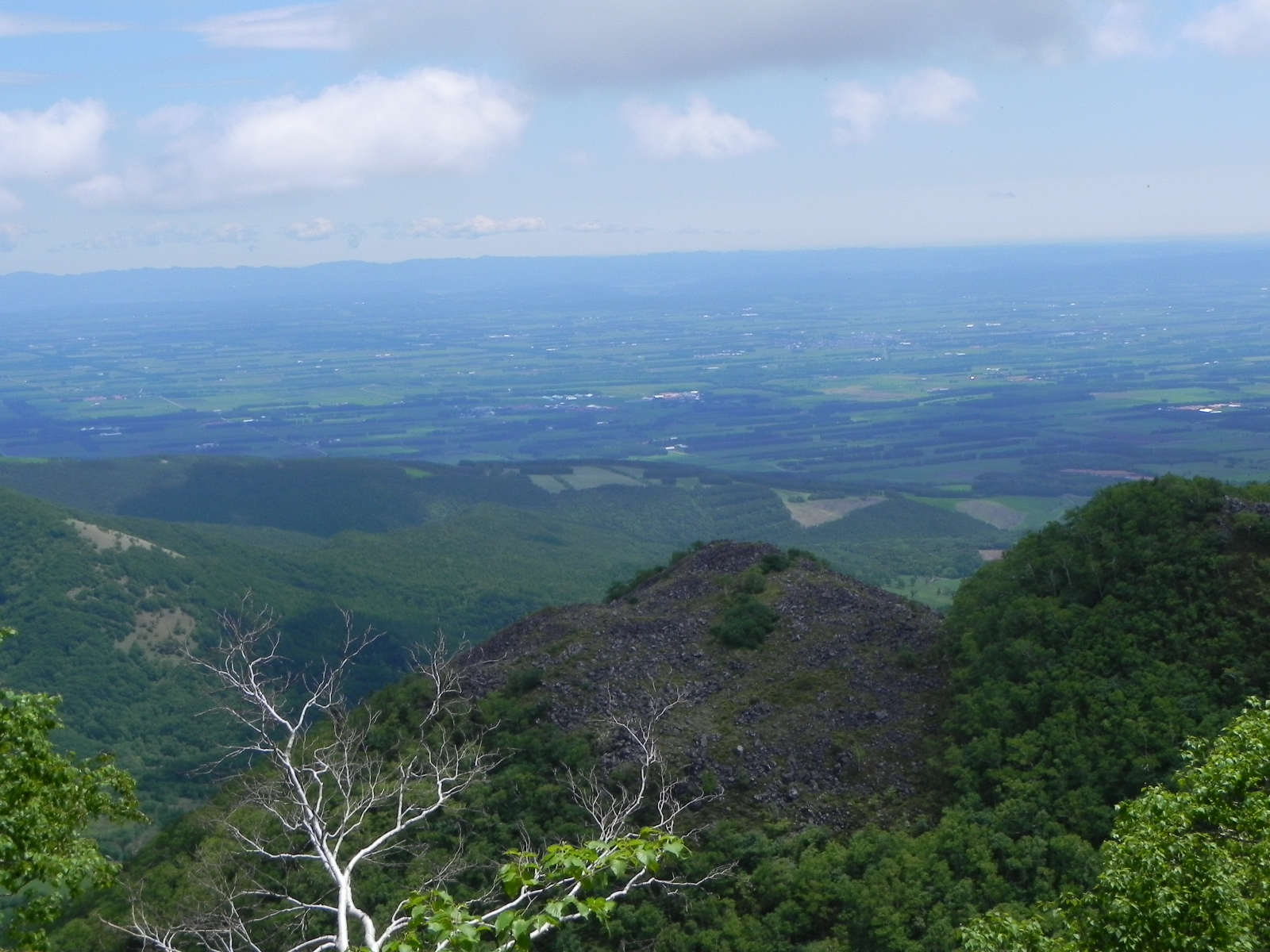
白雲山から見る十勝平野と岩石山(手前)の山頂部